# Desiderio Medina
Desiderio Medina (Chile, 10 de octubre de 1919-17 de junio de 1986) fue un futbolista de Chile que jugó en la posición de delantero.

## Carrera

### Club
| Periodo   | Club                 |
| --------- | -------------------- |
| 1940-1941 | Everton              |
| 1942-1950 | Santiago National FC |

### Selección nacional
Debutó con Chile el 16 de enero de 1941 en la derrota por 1-2 ante Uruguay en Santiago de Chile por la Copa América 1941 y su primer gol internacional lo anotó el 31 de enero de 1945 en la victoria por 2-1 sobre Colombia en Santiago de Chile por la Copa América 1945, torneo en el que anotó tres goles. Su último partido internacional lo jugó el 8 de febrero de 1946 en la victoria por 4-1 sobre Bolivia en Buenos Aires por la Copa América 1946.